# Międzyrzecz (gmina w województwie białostockim)
Międzyrzecz – dawna gmina wiejska istniejąca do 1939 roku w woj. białostockim (obecnie na Białorusi). Siedzibą gminy był Międzyrzecz.
W okresie międzywojennym gmina Międzyrzecz należała do powiatu wołkowyskiego w woj. białostockim.
30 grudnia 1922 roku część obszaru gminy Międzyrzecz włączono do gminy Zelwa:
- gromadę Karolin (wieś i folwark Karolin),
- gromadę Żerno II (folwark Żerno);

Natomiast do gminy Międzyrzecz przyłączono obszar zniesionej gminy Słowatycze:
- gromadę Agatowo (wieś Agatowo),
- gromadę Chomicze (wieś Chomicze i osada Sieczyszcze),
- gromadę Cierechowicze (wieś oraz folwarki Komary, Michalin Mały i Szyrkowicze),
- gromadę Iwaszkiewicze (wieś i folwark Iwaszkiewicze),
- gromadę Jarutycze (wieś Jarutycze),
- gromadę Koszele (wieś Koszele i folwark Moracze),
- gromadę Mielachowicze (wieś i folwark Mielachowicze),
- gromadę Pawłowicze (wsie Pawłowicze i Słowatycze, folwark Mazurkowszczyzna oraz osady Śmieck i Struga),
- gromadę Piczuki (wsie Piczuki i Owieczyce oraz folwark Ułasowszczyzna),
- gromadę Pieniuga (wsie Pieniuha i Cyganówka oraz folwark Pieniuha),
- gromadę Pietrowicze (wieś Pietrowicze).
- gromadę Rościewicze (wieś Rościewicze),
- gromadę Zaprudzie (wieś Zaprudzie).

16 października 1933 gminę Biskupice podzielono na 29 gromad: Agatowo, Bezwodne, Ceglewicze, Chomicze, Cierechowicze, Dobrosielce, Dziergiele, Iwaszkiewicze, Janowszczyzna, Jarutycze, Junkowszczyzna, Klepacze, Koszele, Kościewicze, Krzesła, Leszno, Mielachowicze, Międzyrzecz, Pawłowicze (ze Słowatyczami), Piczuki, Pieniuga, Pietrowicze, Rościewicze, Rudziewicze, Szyjki, Tałałajki, Zadworze, Zaprudzie i Zieńkowce.
Po wojnie obszar gminy Międzyrzecz wszedł w struktury administracyjne Związku Radzieckiego.